# صدای رادیو را بلند کن
"صدای رادیو را بلند کن" (به انگلیسی: Turn Up the Radio) نام ترانه‌ای از مدونا است. این ترانه از دوازدهمین آلبوم استودیویی وی، ام‌دی‌ان‌ای است.